# Jules Trohel
 (juillet 2023).
La mise en forme du texte ne suit pas les recommandations de Wikipédia : il faut le « wikifier ».
Les points d'amélioration suivants sont les cas les plus fréquents :
- Les titres sont pré-formatés par le logiciel. Ils ne sont ni en capitales, ni en gras.
- Le texte ne doit pas être écrit en capitales (les noms de famille non plus), ni en gras, ni en italique, ni en « petit »…
- Le gras n'est utilisé que pour surligner le titre de l'article dans l'introduction, une seule fois.
- L'italique est rarement utilisé : mots en langue étrangère, titres d'œuvres, noms de bateaux, etc.
- Les citations ne sont pas en italique mais en corps de texte normal. Elles sont entourées par des guillemets français : « et ».
- Les listes à puces sont à éviter, des paragraphes rédigés étant largement préférés. Les tableaux sont à réserver à la présentation de données structurées (résultats, etc.).
- Les appels de note de bas de page (petits chiffres en exposant, introduits par l'outil «  Source ») sont à placer entre la fin de phrase et le point final[comme ça].
- Les liens internes (vers d'autres articles de Wikipédia) sont à choisir avec parcimonie. Créez des liens vers des articles approfondissant le sujet. Les termes génériques sans rapport avec le sujet sont à éviter, ainsi que les répétitions de liens vers un même terme.
- Les liens externes sont à placer uniquement dans une section « Liens externes », à la fin de l'article. Ces liens sont à choisir avec parcimonie suivant les règles définies. Si un lien sert de source à l'article, son insertion dans le texte est à faire par les notes de bas de page.
- La présentation des références doit suivre les conventions bibliographiques. Il est recommandé d'utiliser les modèles {{Ouvrage}}, {{Chapitre}}, {{Article}}, {{Lien web}} et/ou {{Bibliographie}}. Le mode d'édition visuel peut mettre en forme automatiquement les références.
- Insérer une infobox (cadre d'informations à droite) n'est pas obligatoire pour parachever la mise en page.

Pour une aide détaillée, merci de consulter Aide:Wikification.
Si vous pensez que ces points ont été résolus, vous pouvez retirer ce bandeau et améliorer la mise en forme d'un autre article.
Jules Trohel est un homme politique et poète français, né le 1er septembre 1880 et mort le 23 septembre 1966 à Laval.

## Biographie

### Origine
Il est élève du Lycée de Laval, à partir de 1885, où il termine ses études classiques sous la direction d'Emile Sinoir.

### L'écriture
En dehors de ses fonctions judiciaires, greffier au Tribunal de Laval pendant plus de 40 ans, il commence à écrire pour son propre plaisir. Le journal Le Théâtre de Bordeaux, La revue Mauve, Le Courrier de Paris Province s'emparent de ses premiers poèmes et de son essai sur les musées belges et hollandais. Il est ensuite accueilli par le Mercure de France pour ses chroniques sur Jules Renard, Alfred Jarry et Henri Rousseau qui contribiuent à dissiper l'indifférence ou les sarcasmes accumulés sur leurs talents.
En 1905, son premier recueil de poésies Feuilles intimes est publié par la Bibliothèque indépendante d'édition de Paris. En 1907, une de ses pièces de théâtre La Force de la Race est représentée au Théâtre Mondain de Paris. En 1912, sa pièce de théâtre Le Dernier Carnaval est joué au Théâtre Athénée-Saint-Germain.
Entre temps, il a écrit L'autre fée, conte théâtral en vers, ainsi que quelques actes en vers et en prose. En 1939, Albert Goupil édite Le Cœur en prière en version adaptée aux bibliophiles.
Jules Trohel sort alors de l'ombre dans laquelle il se complaisait :
- il est couronné par les Jeux Floraux d'Avignon ;
- il reçoit la médaille d'argent de la Société savante La Pomme ;
- il obtient le Prix de Primodan, par la Société des poètes français.

En 1942, il obtient, sur proposition de Paul Valéry, le Prix Juliette-de-Wils de l'Académie française pour son recueil de poèmes Les Oraisons.
Secrétaire, puis président de la Société des Arts Réunis de Laval, il poursuit l'oeuvre de décentralisation artistique menée par ses prédécesseurs, faisant de ce groupement, ouvert à toutes les disciplines artistiques, une activité locale importante, en donnant lui-même à l'occassion de nombreuses conférences.

### Carrière politique
Elu conseiller municipal en 1925, il soutint la création du Musée-école de la Perrine, initié par Adrien Bruneau et Adolphe Beck. Dans la séance du Conseil Municipal de Laval du 27 octobre 1936, Jules Trohel, président de la Société des arts réunis de Laval, et conseiller municipal affectait le pavillon de Jardin de la Perrine à l' Ecole de dessin floral et d'Art appliqué.
Il est maire-adjoint et conseiller municipal jusqu'en 1958. Il est chevalier de la Légion d'honneur en 1951. Une rue à Laval porte son nom.

## Sources
- Adrien Bruneau, texte de présentation de Jules Trohel au Musée-Ecole de la Perrine.